# Kvarnfingerört
Kvarnfingerört (Potentilla supina) är en rosväxtart. Kvarnfingerört ingår i Fingerörtssläktet som ingår i familjen rosväxter.

## Underarter
Arten delas in i följande underarter:
- P. s. aegyptiaca
- P. s. arabica
- P. s. caspica
- P. s. costata
- P. s. paradoxa
- P. s. supina
- P. s. tunetica
- P. s. ternata

## Bildgalleri

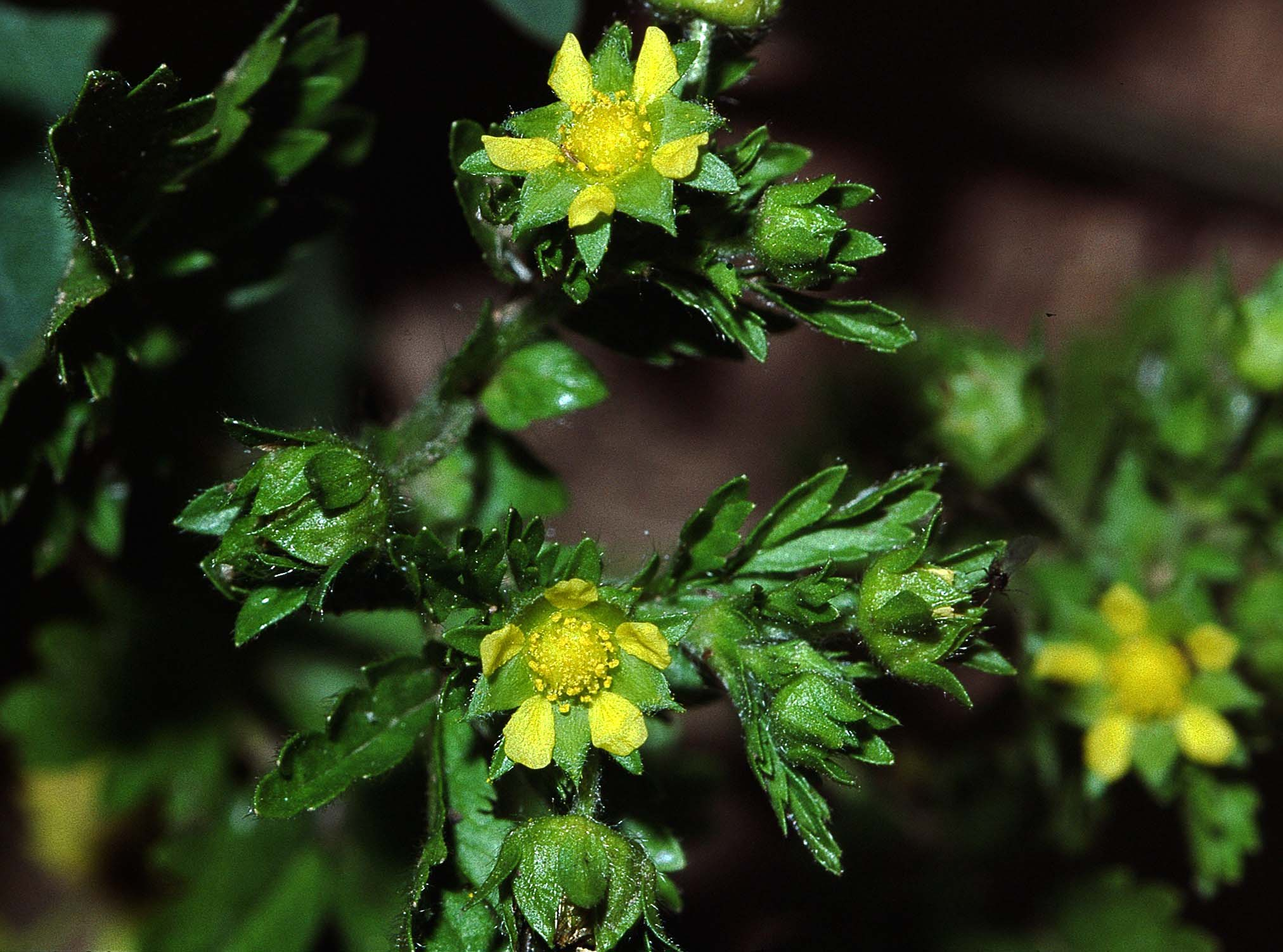
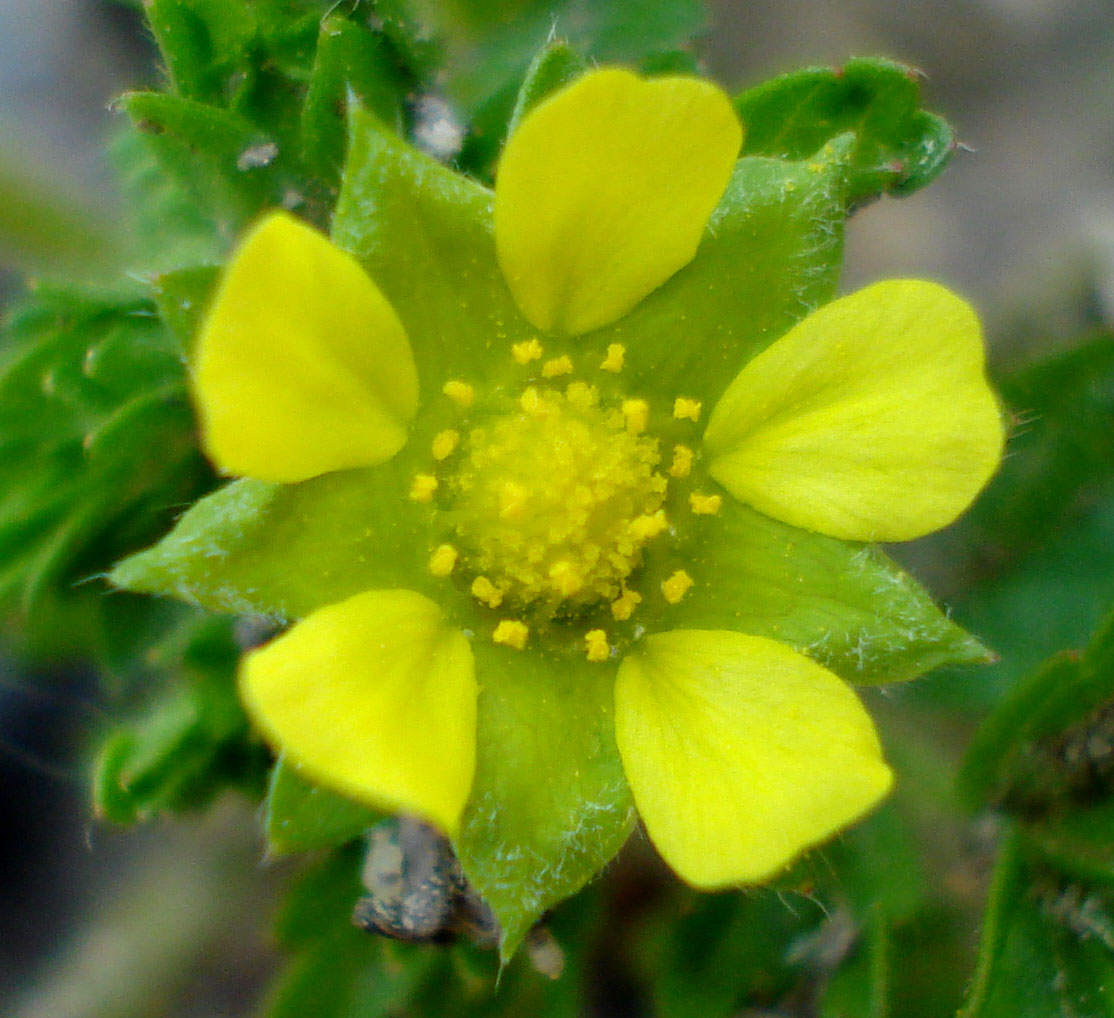
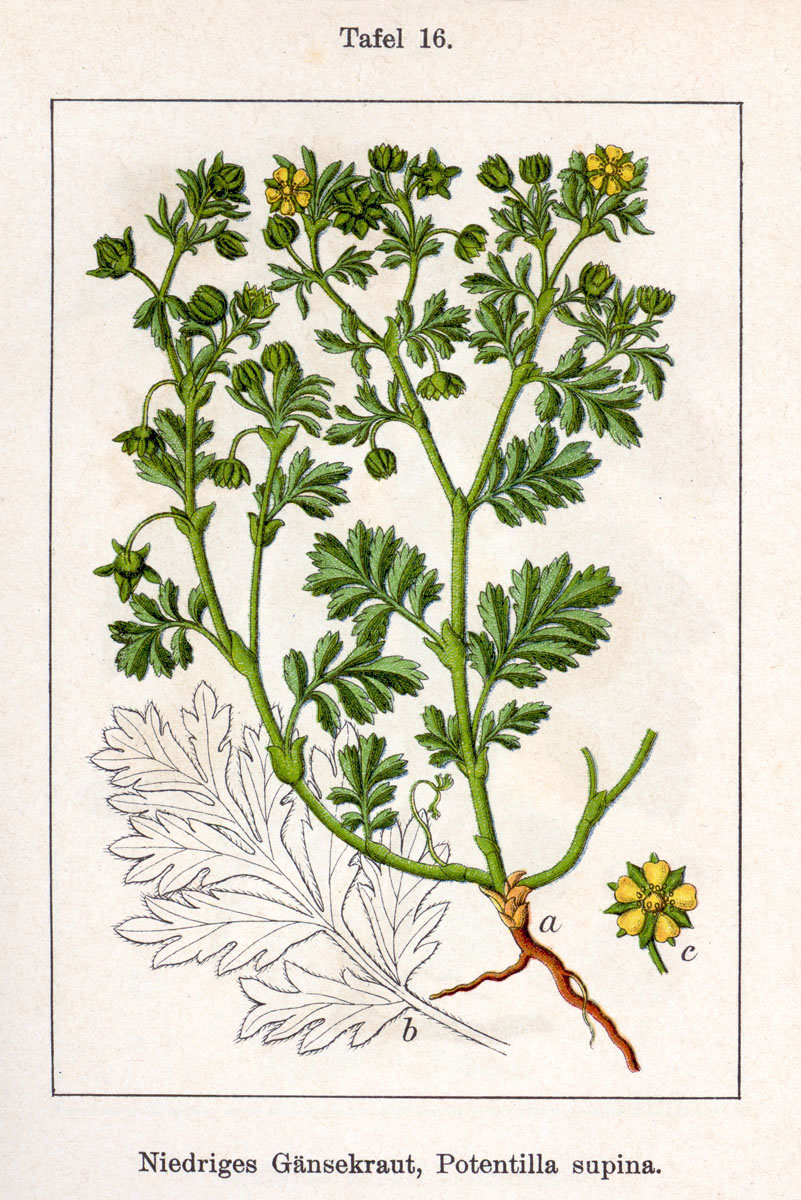
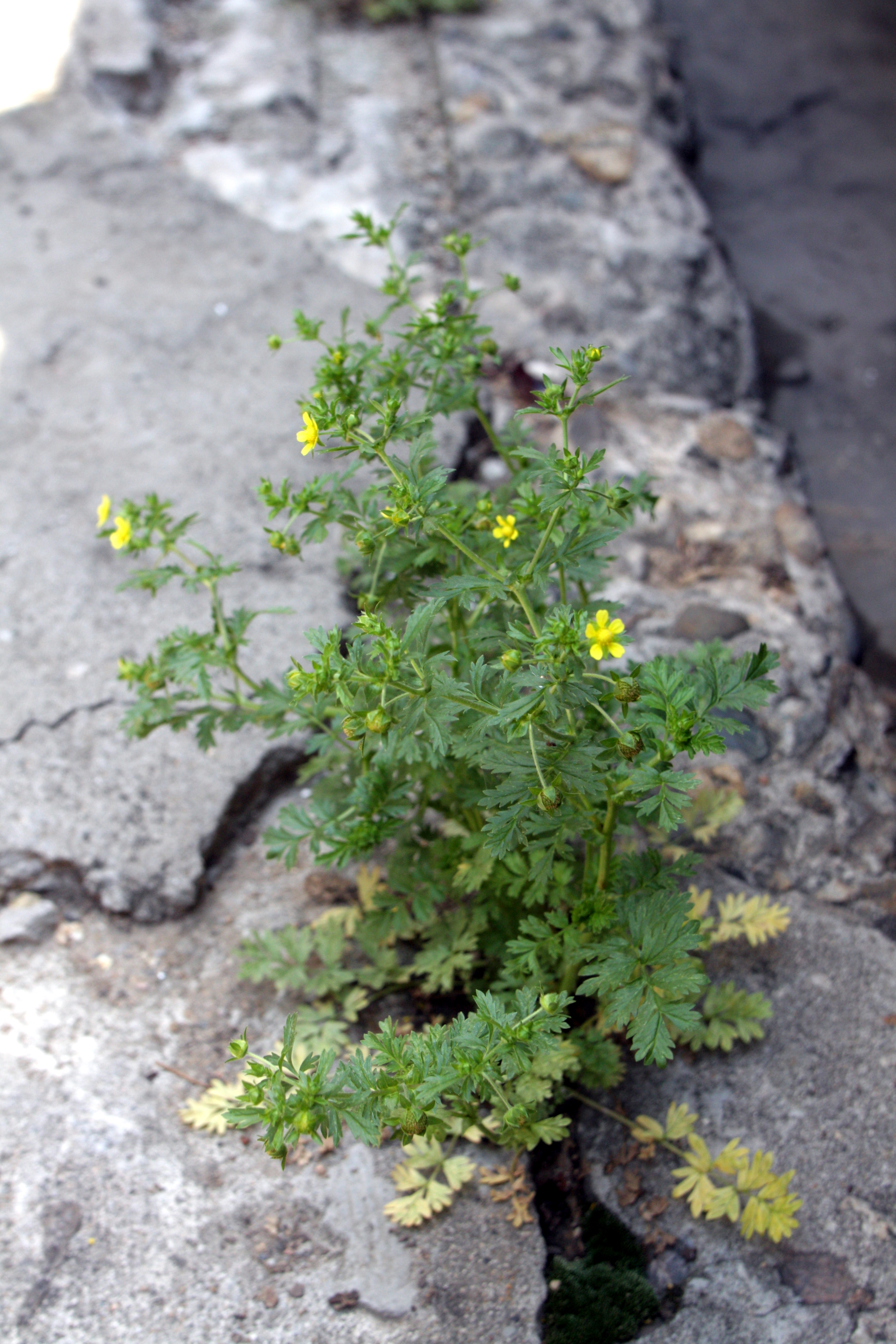
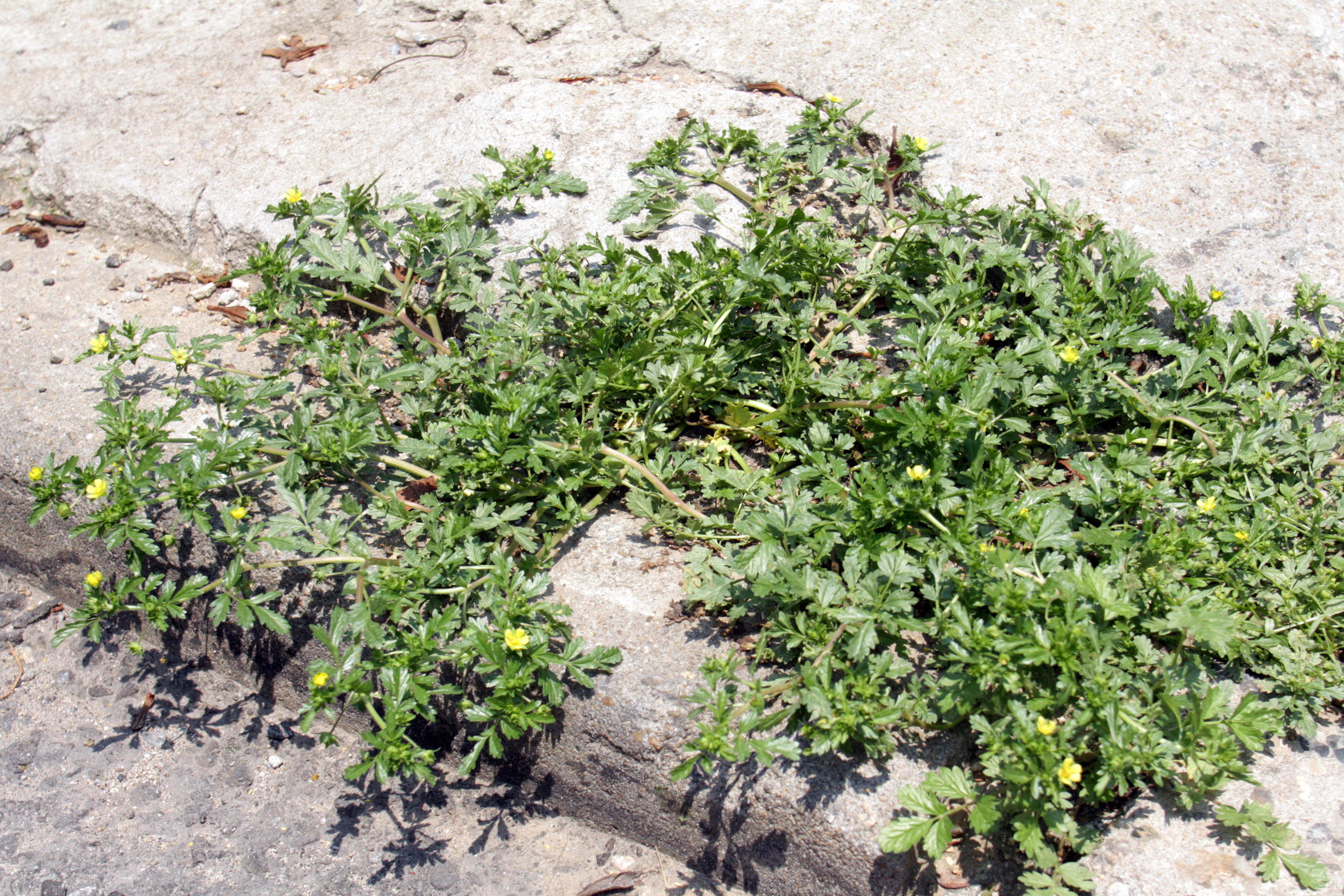
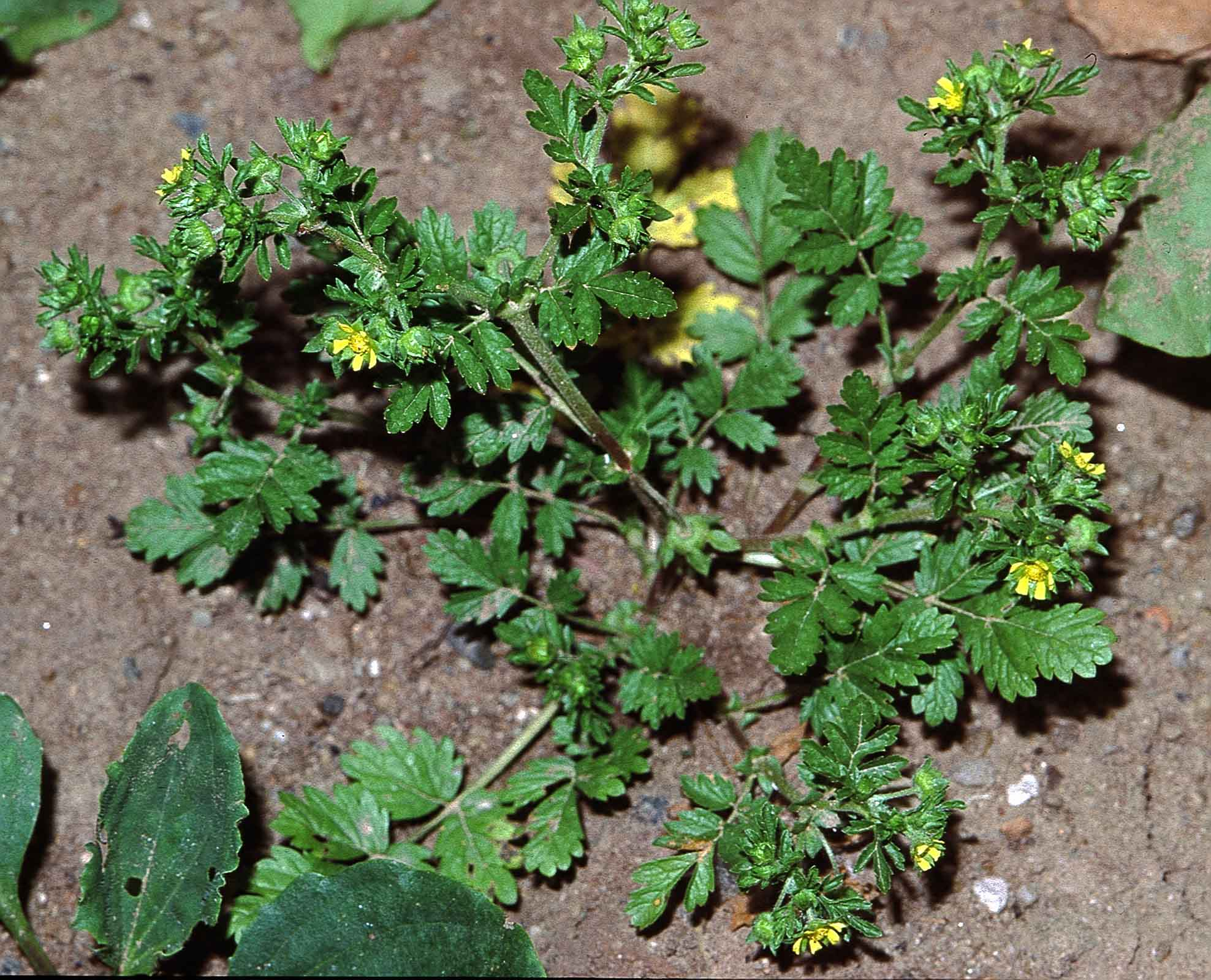